# Olja Karleuša
Olgica "Olja" Karleuša (serbisk kyrilliska: Олгица "Оља" Карлеуша), född 15 oktober 1980 i Belgrad, är en serbisk pop-folksångerska. Hon är, trots namnet, inte släkt med Jelena Karleuša.
Hon deltog i den serbiska Big Brother-finalen 2007.

## Diskografi
- Žene lavice (2003)
- Ljubavna terapija (2005)
- Brushalter (2007)
- Robija (2008) - singel
- Minut (2009) - singel
- Zicer (2010)